# 横手慎二
横手 慎二（よこて しんじ、1950年4月16日 - ）は、日本の政治学者。慶應義塾大学教授。専門は、ロシア政治外交史。

## 略歴
東京都生まれ。1974年東京大学教養学部卒業、1981年同大学院社会学研究科単位取得退学。在ソ連日本大使館専門調査員、1989年佐賀大学助教授、1992年慶應義塾大学法学部助教授、1995年教授。

## 著書

### 単著
- 『日露戦争史――20世紀最初の大国間戦争』（中公新書 2005年）
- 『現代ロシア政治入門』（慶應義塾大学出版会 2005年、第2版2016年）
- 『スターリン――「非道の独裁者」の実像』（中公新書 2014年）
- 『ロシアの政治と外交』（放送大学教育振興会 2015年）

### 共著
- （上野俊彦・加納格・北川誠一・左治木吾郎）『CIS「旧ソ連地域」』(自由国民社, 1995年)

### 編著
- 『現代東アジアと日本(5)東アジアのロシア』(慶應義塾大学出版会, 2004年)

### 共編著
- （富田広士）『地域研究と現代の国家』（慶應義塾大学出版会, 1998年）
- （上野俊彦）『ロシアの市民意識と政治』（慶應義塾大学出版会, 2008年）

## 論文
- 横手慎二「Г・В・チチェーリンの外交(一九一八-一九三〇年) : ソヴェト外交の国内的構造を求めて(<特集>ロシア革命と民族問題)」『ロシア史研究』第29巻、ロシア史研究会、1979年、45-63頁、doi:10.18985/roshiashikenkyu.29.0_45、ISSN 0386-9229、NAID 110001365435。
- 庄野新, 田中陽兒, 下斗米伸夫, 横手慎二, 岩田賢司「E・H・カーの著作をめぐって」『ロシア史研究』第30巻、ロシア史研究会、1979年、61-76頁、doi:10.18985/roshiashikenkyu.30.0_61、ISSN 0386-9229、NAID 110001365439。
- 横手慎二「20年代ソ連外交の一断面--1927年のウォ-・スケア-を中心にして」『スラヴ研究』第29号、北海道大学スラブ研究センター、1982年、41-69頁、ISSN 05626579、NAID 110000189303。
- 横手慎二「スターリンの外交かリトヴィノフの外交か : ハスラムの著作を読んで。」『ロシア史研究』第40巻、ロシア史研究会、1984年、39-48頁、doi:10.18985/roshiashikenkyu.40.0_39、ISSN 0386-9229、NAID 110001365367。
- 横手慎二「ペレストロイカとロシア・ソ連史研究 : 溪内謙著「現代社会主義を考える」を読んで」『ロシア史研究』第46巻、ロシア史研究会、1988年、93-97頁、doi:10.18985/roshiashikenkyu.46.0_93、ISSN 0386-9229、NAID 110001365278。
- 横手慎二「ソ連指導部「内紛」の噂と真相--リガチョフは本当にゴルバチョフの敵か」『世界週報』第69巻第22号、時事通信社、1988年5月、18-24頁、ISSN 09110003、NAID 40002139174。
- 横手慎二「形成期のグロムイコ 1909-1945」『スラヴ研究』第36号、北海道大学スラブ研究センター、1989年、47-78頁、ISSN 05626579、NAID 110000189395。
- 横手慎二「ゴルバチョフ下の大ロシア主義--台頭とその背景」『海外事情』第37巻第6号、拓殖大学海外事情研究所、1989年6月、89-104頁、ISSN 04530950、NAID 40000355546。
- 横手慎二「冷戦期のソ連外務省 : 人事面からみた組織の特徴」『法學研究 : 法律・政治・社会』第66巻第12号、慶應義塾大学法学研究会、1993年12月、191-212頁、ISSN 0389-0538、NAID 120005848593。
- 横手慎二「イデオロギー・システム・行動様式の変化と類似性」『ロシア・東欧学会年報』第1996巻第25号、ロシア・東欧学会、1996年、10-19頁、doi:10.5823/jarees1993.1996.10、ISSN 2185-4645、NAID 130002001099。
- 横手慎二「フルシチョフの極東政策再考:冷戦の終焉と六〇年代性」『国際政治』第2001巻第126号、日本国際政治学会、2001年、23-36,L6、doi:10.11375/kokusaiseiji1957.126_23、ISSN 0454-2215、NAID 130004303255。
- 横手慎二「スターリンの日本認識--1945年」『法学研究』第75巻第5号、慶應義塾大学法学研究会、2002年5月、1-26頁、ISSN 03890538、NAID 110000334131。
- 横手慎二「スターリンの日本人送還政策と日本の冷戦への道 (一)」『法學研究 : 法律・政治・社会』第82巻第9号、慶應義塾大学法学研究会、2009年9月、1-56頁、ISSN 0389-0538、NAID 120005653220。
- 横手慎二「「シベリア抑留」の起源」『法学研究』第83巻第12号、慶應義塾大学法学研究会、2010年12月、29-56頁、ISSN 03890538、NAID 120005662051。
- 横手慎二「プーチン大統領「再選」にみるロシアの閉塞感 (特集 2018年 世界と日本を展望する)」『外交』第47巻、外務省 ; 2010-、2018年1月、102-105頁、NAID 40021471731。